# Todorka Bakardzjieva
Todorka Petkova Bakardzjieva, född 1850 i Kazanlăk i Bulgarien, Osmanska riket, död 8 mars 1934 i Sofia, Kungariket Bulgarien, var en bulgarisk skådespelare.
Hon var medlem i Dobri Vojnikovs teatersällskap. Under rysk-turkiska kriget (1877–1878) deltog hon som kurir i den revolutionära motståndsrörelsen BRC.